# La strega di Edmonton
La strega di Edmonton (The Witch of Edmonton) è una tragicommedia del 1621 di William Rowley, Thomas Dekker e John Ford. L'opera è ispirata a fatti realmente accaduti pochi mesi prima della messa in scena, il processo e condanna di Elizabeth Sawyer per stregoneria. Umiliata dai vicini, Sawyer si sarebbe vendicata vendendo la propria anima al diavolo sotto forma di un cane parlante di nome Tom; le due trame secondarie parlano invece di un bigamo che uccide la seconda moglie perché tentato dal diavolo e uno sciocco campagnolo che fa amicizia con il cane demoniaco.

## Trama
Frank Thorney rischia di essere diseredato per aver sposato Winifred, che crede di aver messo incinta; il padre del futuro nascituro è in realtà Sir Arthur, il proprietario terriero dove si trova la fattoria coltivata dal vecchio Thorney, il padre di Frank. La famiglia Thorney si trova in difficoltà economiche piuttosto gravi e per evitare di perdere il terreno il vecchio Thorney costringe Frank a sposare Susan Carter, figlia di un agricoltore benestante. Frank accetta fiaccamente, nega di essere il marito di Winifred e sposa Susan, diventando così bigamo. Intanto Elizabeth Sawyer, una donna povera, vecchia e sola, viene ostracizzata e picchiata dai vicini guidati dal vecchio Banks e dal figlio Cuddy. Elizabeth è stata ingiustamente accusata di essere una strega e ora vorrebbe davvero poteri magici per vendicarsi dei suoi aguzzini. Il diavolo allora le compare davanti nelle sembianze di un cane nero parlante di nome Tom, che le promette poteri sovrannaturali in cambio della sua anima; la donna accetta l'offerta e vende l'anima al diavolo. Pur odiandola, Cuddy chiede alla strega di aiutarlo a conquistare Katherine Carter e la donna accetta di aiutarlo per potersi vendicare del vecchio Banks. Cuddy va all'appuntamento ma ad aspettarlo c'è uno spirito nelle sembianze di Katherine, non la vera donna. Cuddy ormai si fida di Tom e gli chiede di aiutarlo con gli amici ad organizzare il ballo di Morris, il diavolo accetta ed il violino - stregato dal diavolo - non emette musica finché il cane non comincia a suonarlo.
Frank cerca di lasciare il paese con Winifred, travestita da paggio, ma non riesce a liberarsi di Susan. Ispirato da pensieri violenti ispiratogli dal cane, Frank pugnala a morte Sunan e si ferisce lievemente per poter far credere di essere stato aggredito con la moglie da Warbeck, vecchio corteggiatore di Susan, e Somerton, spasimante di Katherine; i due uomini giurano di essere innocenti, ma vengono arrestati. Intanto Elizabeth Sawyer viene accusata di aver fatto ammalare il bestiame e corrotto la morale sessuale delle donne di Edmonton: la strega rigetta le accuse e dà la colpa ai nobili della zona, ma fa nuovamente bere il suo sangue al cane per portare alla pazzia e al suicidio la vicina Anne Ratcliffe, con cui ha avuto una lite. Il fatto non passa inosservato e Sawyer viene arrestata. Intanto Frank, accudito dalla cognata Katherine, è visitato dal fantasma di Susan e da Winifred, a cui confessa l'uxoricidio; Katherine trova un pugnale insanguinato nella tasca di Frank, intuisce la verità e la rivela al padre; Winifred confessa la verità e Frank viene arrestato. Tom assiste alla scena e comincia a fare le feste, contento di avere causato la rovina dell'uomo.
Il cane appare ad Elizabeth Sawyer in prigione e ora la sua pelliccia è bianca e non più nera: il diavolo non ha intenzione di aiutare oltre la strega, dato che ha già ottenuto quello che voleva: l'anima della donna e la sua dannazione eterna. Il cane smette anche di provare a rovinare Cuddy, ritenendolo un sempliciotto senza importanza a cui preferisce la tentazione di vittime più integre e più intelligenti; furioso, Cuddy scaccia il cane dal palco. Al processo la verità viene rivelata e Winifred confessa chi è il vero padre del bambino. Sir Arthur è condannato a pagare mille monete alla donna, Somerton e Warbeck vengono rilasciati e Frank ed Elizabeth vengono condannati a morte. Frank viene impiccato in un clima di pentimento e perdono generale, mentre Elizabeth sale sulla forca impenitente ed odiata. Winifred viene perdonata dal vecchio Carter, che l'accoglie in casa sua.

## Origini

### Fonti
La trama è ispirato al vero processo di Elizabeth Sawyer di Winchmore Hill, una donna accusata e processata per stregoneria, giustiziata il 19 aprile 1621 per i suoi presunti rapporti con il diavolo. Del caso della donna si era già occupato Henry Goodcole nel pamphlet The wonderful discoverie of Elizabeth Sawyer, Witch, ma gli autori della tragicommedia trattarono la donna con più comprensione nella loro opera, rappresentando Elizabeth Sawyer come una donna che si è data alla stregoneria a causa delle continue vessazioni, soprusi e violenze dei vicini, evidenziato la posizione precaria delle donne anziane, povere e sole nell'Inghilterra giacobita. 

### Composizione e stampa
Forte dello scandalo del processo di Elizabeth Sawyer e dell'attenzione alla stregoneria particolarmente pressante durante il regno di Giacomo I, la tragicommedia andò in scena per la prima volta pochi mesi dopo l'esecuzione della presunta strega. La prima andò in scena al Cockpit Theatre di Londra, messa in scena dalla compagnia dei Prince Charles's Men; poche settimane dopo, il 29 dicembre, l'opera fu presentata a corte.
La tragicommedia circolò solo in forma manoscritta prima di essere stampata per la prima volta nel 1658, dopo essere entrata nel Stationers' Register il 21 maggio di quell'anno. Venduta dal libraio Edward Blackmore, l'opera veniva attribuita dal frontespizio a "William Rowley, Thomas Dekker, John Ford, &c."; i critici sono solitamente favorevoli ad attribuire La strega di Edmonton solo a Rowley, Dekker e Ford, ignorando quell'"et cetera". È stato fatto notare che nel periodo della composizione dell'opera i tre drammaturghi stavano collaborando con John Webster nella stesura di Keep the Widow Waking, che potrebbe suggerire che Webster è l'altro autore non citato sul frontespizio.

## Contesto storico
Giacomo I d'Inghilterra fu un feroce persecutore di streghe già dai tempi in cui regnava solamente in Scozia, una nazione in cui la caccia alle streghe era da sempre una maggiore preoccupazione rispetto all'Inghilterra. Nel 1563, per esempio, nuove leggi contro la stregoneria furono promulgate in Inghilterra (Witchcraft Act 1563) e Scozia (Scottish Witchcraft Act 1563) e laddove le prime si mostravano più indulgenti, le seconde spiccavano sicuramente per una rigidezza draconiana nel confronto del presunto crimine. La prima massiccia persecuzione di massa contro delle persone accusate di stregoneria fu il processo di North Berwick del 1589, che si protrasse per due anni e implicò oltre settanta persone - soprattutto donne - colpevoli di stregoneria. L'accusa è che delle streghe scozzesi avessero attentato alla vita di Giacomo e della nuova moglie Anna con una tempesta che ostacolò il loro ritorno in patria dalla Danimarca. Il processo di risolse con il rogo e l'impiccagione dei presunti colpevoli e le più note vittime della persecuzione furono Euphame MacCalzean ed il dottor Fian. Giacomo stesso parlò del processo nel suo saggio Daemonologie, In Forme of a Dialogue, Divided into three Books: By the High and Mighty Prince, James &c., scritto contro le pratiche di stregoneria, divinazione e necromanzia. Si calcola che tra il 1590 ed il 1662 tra le quattro e seimila persone furono processate per stregoneria in Scozia e di loro circa 1500 furono giustiziate; il 75% delle vittime furono donne. Per Christopher Smout il numero di vittime fu maggiore, attestato tra le tremila e quattromila tra il 1560 ed il 1707.
L'ascesa di Giacomo al trono d'Inghilterra incrementò l'interesse generale nei confronti della stregoneria e della sua persecuzione, un interesse rispecchiato da diverse opere teatrali dell'epoca. Nel Macbeth di William Shakespeare le streghe hanno le caratteristiche descritte da Giacomo nel Daemonologie, tra cui quello di causare tempeste; anche Thomas Middleton scrisse sul soggetto della magia in The Witch, così come Rowley, Dekker e Ford mischiarono superstizione e fatti di cronaca per raccontare la storia di Elizabeth Sawyer. Stando agli atti del tempo, il giudice Arthur Robinson aveva più volte esaminato casi riguardanti Elizabeth Sawyer, ripetutamente accusata di stregoneria dai suoi vicini e concittadini, con l'accusa di avere uno strano e misterioso marchio sul corpo. Il processo cominciò il 14 aprile 1621, si svolse all'Old Baily di Londra e Sawyer fu accusata di essere stata sedotta dal diavolo e di aver usato pratiche oscure contro vicini e rivali dopo avere subito torti da loro. In particolare, fu accusata di aver provocato la morte di una certa "Agnes Ratcleife" che non aveva voluto acquistare le sue scope. Elizabeth Sawyer si proclamò non colpevole, ma il suo esame fisico rivelò un marchio di cui ella sostenne non essere a conoscenza; la donna fu condannata all'impiccagione e giustiziata il 19 aprile dello stesso anno.

## Commento
Per quanto indubbiamente rappresentata come strega, Elizabeth Sawyer viene descritta con più umanità delle altre fattucchiere del teatro rinascimentale inglese e le sue azioni, seppur crudeli, vengono mostrate come il risultato di anni di abusi e sofferenze, evidenziando il suo ruolo di vittima della società. Il fallimento delle sue buone azioni ed il trattamento riservatole spinge "Mother" Sawyer verso il male e nel ruolo della strega si vede l'oppressione sociale di cui molti personaggi del teatro di Dekker soffrono. Sawyer è allo stesso tempo una vittima della società e del diavolo, dato che anche il suo nuovo padrone rifiuta di aiutarla nel momento di estrema difficoltà: la speranza che la donna sembra trovare in Satana si rivela solo un nuovo tipo di sfruttamento ed oppressione per Elizabeth. Nel dramma si osserva anche un cambiamento di prospettiva nei confronti della figura della strega, incentrata non più solo sul rapporto con il diavolo, ma anche nel rapporto con la società che vede una certa categoria - soprattutto donne sole, povere, vecchie - private di una voce e di rispetto fino a superare limiti inimmaginabili pur di ottenere rispetto, giustizia o vendetta. Elizabeth diventa una strega solo dopo essere stata accusata di esserlo: la causa della sua caduta è da ricercare nei suoi accusatori più che nel diavolo.
Il lieto fine dell'opera, con il perdono di Winifred, la giustizia che torna a regnare della comunità e la punizione dei malvagi, è offuscato dalla figura di Tom, scacciato ma non sconfitto. Frank e Sawyer non sono che mali occasionali, la radice che li ha spinti a quei livelli di efferatezza - Tom appare in tutte le scene in cui Frank diventa violento, implicando quindi una forte agenzia o almeno influenza demoniaca nel compimento dei delitti - lascia semplicemente la comunità in cerca di vittime più difficili da conquistare. Nelle sue ultime battute, Tom decide di partire nella vicina Londra per dannare altre anime, in un finale sinistro che ricorda al pubblico che il male sta venendo a tentarlo. Produzioni recenti hanno messo in luce la difficoltà di categorizzare l'opera in un genere specifico, questo anche a causa dell'essere stata scritta da almeno tre autori diversi, ognuno con una propria poetica, obiettivo e impronta sulla pièce.

## Rappresentazioni e adattamenti
La tragicommedia debuttò al Cockpit Theatre di Londra nel 1621, pochi mesi dopo l'esecuzione di Sawyer, e fu poi messa in scenad dalla compagnia dei Prince Charles's Men per Giacomo I a corte nel dicembre dello stesso anno. Nell'estate 1634 tornò sulle scene londinesi in repertorio al Cockpit Theatre con gli uomini della Queen Henrietta's Men; nel cast recitavano Theophilus Bird nel ruolo del prologo ed Ezekiel Fenn in quello di Winnifred e dell'epilogo. Come molti drammi giacobiti, La strega di Edmonton non fu più rappresentata durante la Restaurazione né durante il diciottesimo e diciannovesimo secolo, ma fu riscoperta con interesse nel ventesimo secolo. Il ruolo di Elizabeth Sawyer, in particolare, fu visto come una grande parte per un'attrice non più giovane: la primadonna Sybil Thorndike interpretò il ruolo nella produzione del Lyric Theatre di Londra nel 1912 - la prima messa in scena dopo secolo - mentre Edith Evans ricoprì la parte in un revival dell'Old Vic nel 1938. I critici del novecento furono i primi a notare l'attenzione che l'opera dedica agli emarginati e alle vittime della società, mentre Dame Edith Evans fu lodata per aver portato in scena la compassione di Dekker per la strega.
Nel 1966 la pièce è andata in scena anche in Italia, con la regia di Franco Ferri e Marco Bonetti nel cast. La produzione della Royal Shakespeare Company diretta da Barry Kyle e andata in scena a Stratford-upon-Avon nel 1981 riportò al centro della storia il triangolo amoroso tra Frank, Susan e Winnifred - interpretati rispettivamente da Gerard Murphy, Juliet Stevenson e Harriet Walter - focalizzandosi su un amore così intenso da sfidare la legge e la morale. Nel 2014 la RSC riportò in scena l'opera, con la regia di Gregory Doran ed Eileen Atkins nel ruolo di Elizabeth: ancora una volta, la strega fu messa al centro della tragicomedia in un allestimento particolarmente interessato all'emarginazione degli anziani nella società moderna.